# روگر هانسون
روگر هانسون (انگلیسی: Roger Hansson؛ زادهٔ ۱۳ ژوئیهٔ ۱۹۶۷) بازیکن هاکی روی یخ اهل سوئد بود.